# Манкевич, Херман
Герман Джейкоб Ма́нкевиц (Манкевич, англ. Herman Jacob Mankiewicz; 7 ноября 1897, Нью-Йорк — 5 марта 1953, Голливуд, Калифорния) — американский сценарист, журналист, критик и продюсер, отличавшийся циничным юмором. Старший брат сценариста и режиссёра Джозефа Л. Манкевича.

## Биография
Родился в семье евреев из Германии и Латвии. получил образование в Колумбийском университете и в Берлине.
Самая известная работа — написанный в соавторстве с Орсоном Уэллсом сценарий к фильму «Гражданин Кейн», который получил премию «Оскар» за лучший оригинальный сценарий. В своём нашумевшем эссе, которое вызвало бурную дискуссию, — «Выращивая Кейна» (The New Yorker, 1971), крупнейший американский критик Полин Кейл, подробно исследуя историю создания фильма, оспаривала абсолютное авторство Орсона Уэллса и приписывала как минимум половину заслуг этой картины её сценаристу Манкевицу.
Также принимал участие в написании сценария к фильму «Джентльмены предпочитают блондинок», продюсировал ряд фильмов братьев Маркс. Карьере Манкевица вредило пристрастие к алкоголю. Умер от почечной недостаточности.
Его биография легла в основу фильма режиссёра Дэвида Финчера «Манк» (2020), заглавную роль в котором исполнил Гэри Олдмен.

## Фильмография
- 1928 — Последний приказ
- 1928 — Три уикенда
- 1930 — Смех
- 1930 — Королевская семья Бродвея
- 1932 — Лошадиные перья
- 1933 — Утиный суп
- 1933 — Обед в восемь
- 1940 — Товарищ Икс (в титрах не указан)
- 1941 — Гражданин Кейн
- 1942 — Гордость янки
- 1944 — Рождественские каникулы
- 1949 — Женский секрет